# Berlin 10k Invitational
Die Berlin 10k Invitational sind mehrere Einladungsläufe in Berlin-Schmöckwitz. Nach einigen wenigen hochklassigen Straßenläufen in den ersten Monaten des Jahres 2020 war die erste Ausgabe des Berlin 10k Invitational im Juni 2020 das erste 10-km-Rennen weltweit seit Beginn der COVID-19-Pandemie mit international relevanten Zeiten. Die zweite Ausgabe im September 2020 konnte wegen der stark eingeschränkten Wettkampfmöglichkeiten in diesem Jahr als zweitschnellster Wettbewerb über die 10-km-Distanz weltweit aufwarten, schnellere Siegerzeiten als in Berlin wurden 2020 lediglich vor Beginn der COVID-19-Pandemie im Januar in Valencia erzielt. Die Wettkämpfe der Berlin Invitational Series, zu der neben dem Berlin 10k Invitational auch der Berlin 5k Invitational auf derselben Strecke dem Schmöckwitzer Damm gehört, finden unter Ausschluss der Öffentlichkeit statt. Veranstalter sind die Vereine LAC Olympia 88 Berlin und SC Charlottenburg.

## Strecke

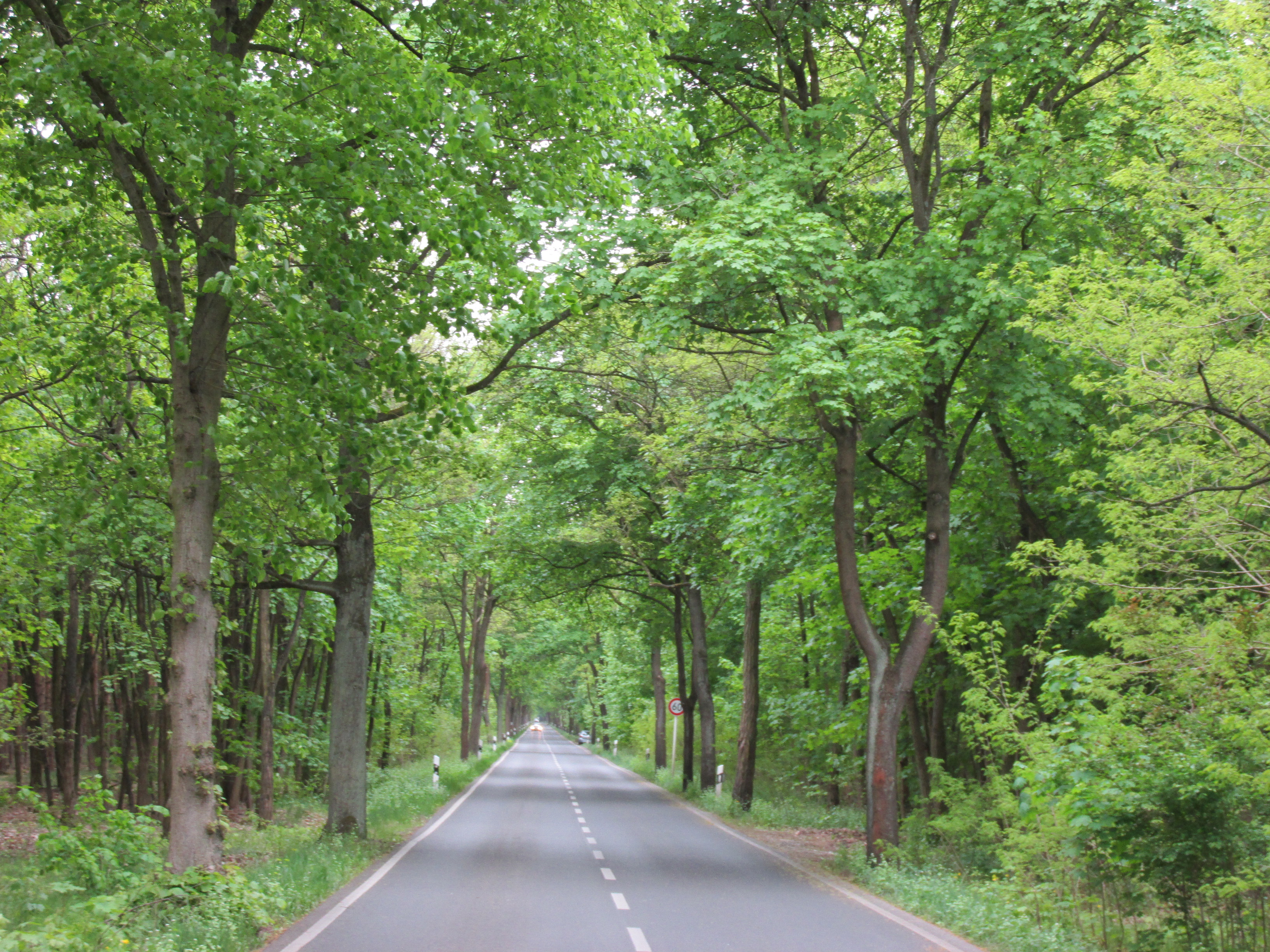
Blick von Start/Ziel Richtung Rauchfangswerder

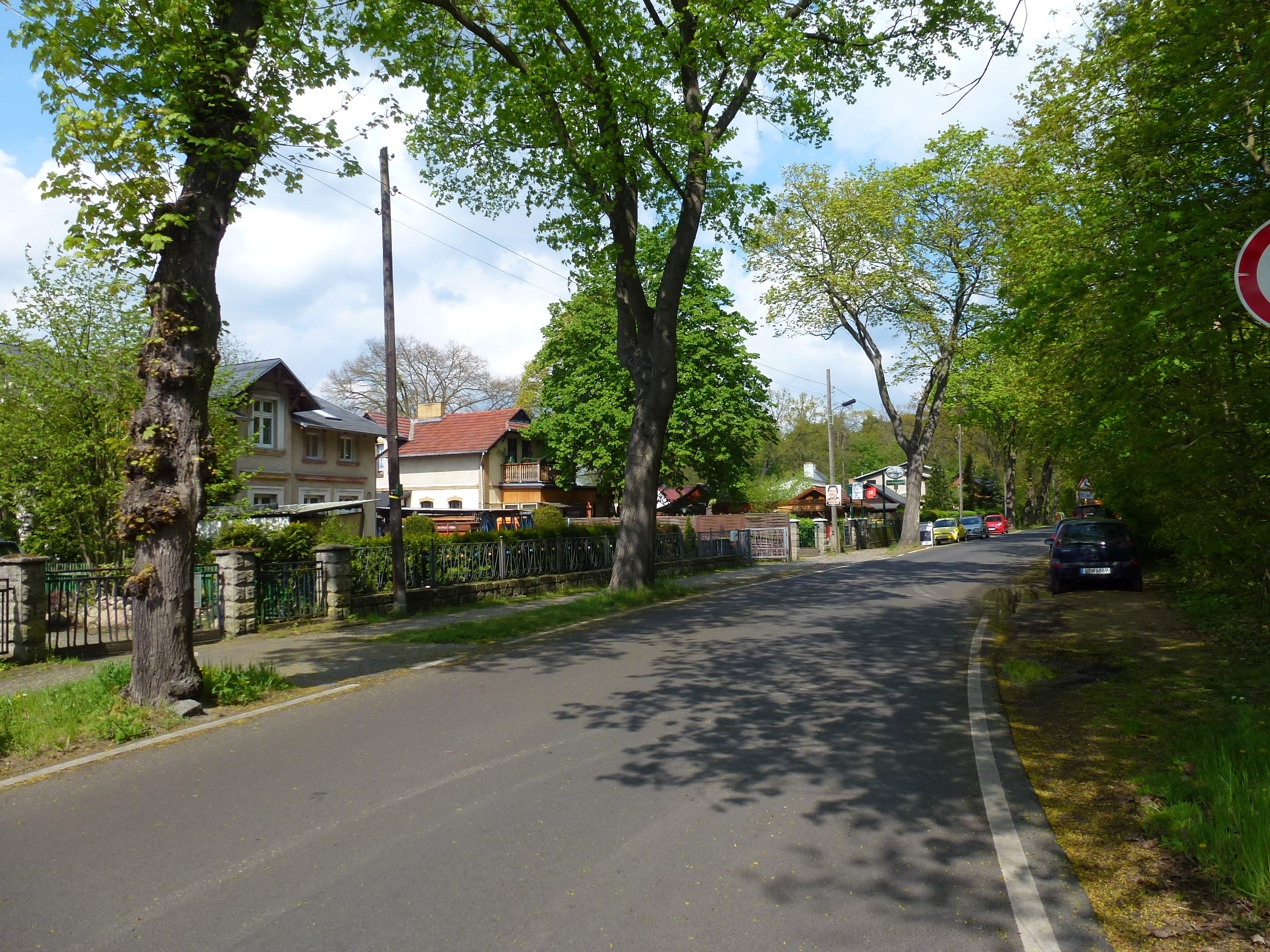
Einzige leichte Kurve der Strecke in Rauchfangswerder

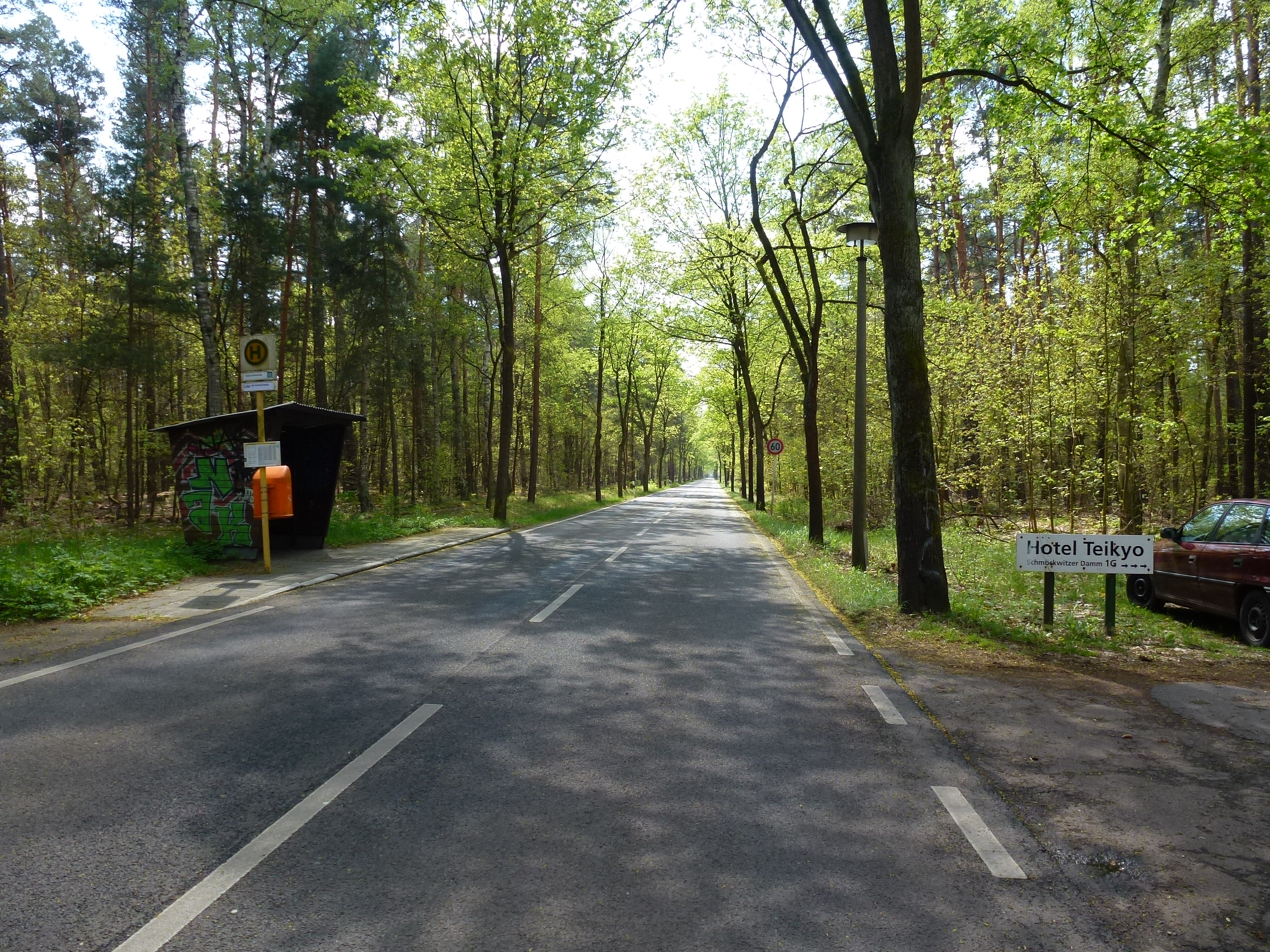
Ziel der 2. Austragung, Haltestelle Teikyō-University

Die Strecke des Berlin 10k Invitational wurde ausgewählt von Helmut Winter, einem internationalen Zeitmesser bei den World Marathon Majors, und vermessen von World Athletics/AIMS-A-grade Vermesser John Kunkeler. Es handelt sich um eine komplett flache Pendelstrecke mit drei Wendepunkten auf dem Schmöckwitzer Damm zwischen Schmöckwitz und Rauchfangswerder. Start und Ziel liegen wenige Meter vor Einmündung des Schmöckwitzer Damms in die Wernsdorfer Straße. Der erste (km 3) und dritte Wendepunkt (km 7) befindet sich in der Buswendeschleife der Haltestelle Fährallee in Rauchfangswerder, der zweite Wendepunkt (km 5), markiert mit Leitkegeln, südlich des Abzweiges zur Teikyō-Universität. Bei der zweiten Austragung des Berlin 10k Invitational lag der zweite Wendepunkt direkt am Abzweig zur Teikyō-Universität (km 5,23), wodurch sich auch das Ziel an diesen Abzweig verschob. Die Straßen sind während der Laufveranstaltung nicht abgesperrt.

## Ergebnisse

### Berlin 10k Invitational 7. Juni 2020
Beim 1. Berlin 10k Invitational unter idealen Laufbedingungen (13 Grad und windstill) erreichten im 10-km-Hauptlauf acht Männer und fünf Frauen das Ziel, zusätzlich starteten mehrere Pacemaker. Männer und Frauen liefen zeitlich getrennt. Es verpassten ihre persönlichen Bestzeiten die Siegerin Alina Reh um fünf Sekunden und die Zweitplatzierte Katharina Steinruck um zwei Sekunden. Die Drittplatzierte Caterina Granz dagegen verbesserte ihre Bestleistung um 1:15 Minuten. Neben dem 10-km-Hauptlauf wurde auch ein Rennen über die auf der Straße selten gelaufenen 5 km mit den beiden Starterinnen Josina Papenfuß und Mayada Al-Sayad ausgetragen.

#### 10-km-Straßenlauf
| Platz | Athlet                | Verein (Land)              | Split 5 km | Ziel 10 km |
| ----- | --------------------- | -------------------------- | ---------- | ---------- |
| 1     | Johannes Motschmann   | SCC Events Pro Team        | 14:36      | 29:11 PB   |
| 2     | Nils Voigt            | TV Wattenscheid 01         | 14:37      | 29:24 PB   |
| 3     | Fabian Clarkson       | SCC Events Pro Team        | 14:48      | 29:36 PB   |
| 4     | René Menzel           | Hannover Athletics         | 14:49      | 29:38      |
| 5     | Tim Ramdane Cherif    | LG Telis Finanz Regensburg | 14:48      | 29:40 PB   |
| 6     | Mustapha El Ouartassy | Marokko                    | 14:47      | 30:07      |
| 7     | Filip Vercruysse      | Belgien                    | 15:10      | 30:43 PB   |
| 8     | Philipp Baar          | SCC Events Pro Team        | 15:13      | 30:54      |

| Splitzeiten Berlin 10k Invitational Alina Reh | Splitzeiten Berlin 10k Invitational Alina Reh | Splitzeiten Berlin 10k Invitational Alina Reh | Splitzeiten Berlin 10k Invitational Alina Reh |
| Km                                            | Split                                         | Gesamtzeit                                    |                                               |
| --------------------------------------------- | --------------------------------------------- | --------------------------------------------- | --------------------------------------------- |
| 1                                             | 3:09                                          | 3:09 min                                      |                                               |
| 2                                             | 3:08                                          | 6:16 min                                      |                                               |
| 3                                             | 3:09                                          | 9:26 min                                      |                                               |
| 4                                             | 3:08                                          | 12:34 min                                     |                                               |
| 5                                             | 3:11                                          | 15:45 min                                     |                                               |
| 6                                             | 3:10                                          | 18:55 min                                     |                                               |
| 7                                             | 3:14                                          | 22:09 min                                     |                                               |
| 8                                             | 3:07                                          | 25:16 min                                     |                                               |
| 9                                             | 3:07                                          | 28:23 min                                     |                                               |
| 10                                            | 3:02                                          | 31:26 min                                     |                                               |

| Platz | Athlet              | Verein (Land)          | Split 5 km | Ziel 10 km |
| ----- | ------------------- | ---------------------- | ---------- | ---------- |
| 1     | Alina Reh           | SSV Ulm 1846           | 15:45      | 31:26      |
| 2     | Katharina Steinruck | LG Eintracht Frankfurt | 16:27      | 32:41      |
| 3     | Caterina Granz      | LG Nord Berlin         | 16:27      | 32:47 PB   |
| 4     | Deborah Schöneborn  | LG Nord Berlin         | 17:31      | 34:28      |
| 5     | Rabea Schöneborn    | LG Nord Berlin         | 17:32      | 34:32      |

#### 5-km-Straßenlauf
| Platz | Athlet          | Verein (Land)       | Ziel 5 km |
| ----- | --------------- | ------------------- | --------- |
| 1     | Josina Papenfuß | SCC Events Pro Team | 16:30 PB  |
| 2     | Mayada Al-Sayad | Palästina           | 17:32 PB  |

### Berlin 10k Invitational 26. September 2020
Der 2. Berlin 10k Invitational wies eine deutlich höhere Teilnehmerzahl als die Erstveranstaltung auf. Bei den Männern wurden bei kühlem Wetter mit zeitweiligem Nieselregen ein A-Lauf, B-Lauf und C-Lauf gestartet, bei den Frauen A-Lauf und B-Lauf. Im Männer A-Lauf legte der Kenianer Daniel Simiu Ebenyo zunächst Weltrekordtempo vor, wurde ohne Tempomacher laufend dann jedoch etwas langsamer und konnte das schnelle Anfangstempo nicht bis ins Ziel durchhalten. Seine Bestzeit verpasste er am Ende um sechs Sekunden, genauso wie der Zweitplatzierte Simon Boch. Fünftplatzierte im A-Lauf der Frauen wurde die amtierende Ironman-Weltmeisterin Anne Haug, die ihre 10-km-Bestzeit deutlich von 35:10 auf 33:06 Minuten steigern konnte. Der LG Telis Finanz Regensburg gelang es sowohl bei den Männern (um vier Sekunden, zuvor 1:27:21 h vom TV Wattenscheid 01 am 23. September 2001, Troisdorf in der Besetzung Carsten Schütz, Sebastian Bürklein, Alexander Lubina) als auch den Frauen (zuvor 1:41:02 h, aufgestellt in selber Besetzung am 15. September 2019 in Siegburg) die deutschen Rekorde in der Mannschaftswertung des 10-km-Straßenlaufs zu unterbieten.

#### Einzelwertung
| Splitzeiten Berlin 10k Invitational Daniel Ebenyo | Splitzeiten Berlin 10k Invitational Daniel Ebenyo | Splitzeiten Berlin 10k Invitational Daniel Ebenyo | Splitzeiten Berlin 10k Invitational Daniel Ebenyo |
| Km                                                | Split                                             | Gesamtzeit                                        |                                                   |
| ------------------------------------------------- | ------------------------------------------------- | ------------------------------------------------- | ------------------------------------------------- |
| 1                                                 | 2:36                                              | 2:36 min                                          |                                                   |
| 2                                                 | 2:41                                              | 5:17 min                                          |                                                   |
| 3                                                 | 2:41                                              | 7:59 min                                          |                                                   |
| 4                                                 | 2:41                                              | 10:39 min                                         |                                                   |
| 5                                                 | 2:41                                              | 13:21 min                                         |                                                   |
| 6                                                 | 2:46                                              | 16:07 min                                         |                                                   |
| 7                                                 | 2:45                                              | 18:52 min                                         |                                                   |
| 8                                                 | 2:48                                              | 21:40 min                                         |                                                   |
| 9                                                 | 2:47                                              | 24:27 min                                         |                                                   |
| 10                                                | 2:51                                              | 27:18 min                                         |                                                   |

| Platz | Athlet              | Verein (Land)              | Zeit (min) |
| ----- | ------------------- | -------------------------- | ---------- |
| 1     | Daniel Simiu Ebenyo | Kenia                      | 27:18      |
| 2     | Simon Boch          | LG Telis Finanz Regensburg | 28:37      |
| 3     | Aaron Bienenfeld    | SSC Hanau-Rodenbach        | 28:46 PB   |
| 4     | David Nilsson       | Schweden                   | 28:48 PB   |
| 5     | Philipp Pflieger    | LT Haspa Marathon Hamburg  | 28:49 PB   |
| 6     | Florian Orth        | LG Telis Finanz Regensburg | 28:53 PB   |
| 7     | Jens Mergenthaler   | SV Winnenden               | 28:55 PB   |
| 8     | Florian Röser       | TV Konstanz                | 29:05 PB   |

| Splitzeiten Berlin 10k Invitational Helen Bekele | Splitzeiten Berlin 10k Invitational Helen Bekele | Splitzeiten Berlin 10k Invitational Helen Bekele | Splitzeiten Berlin 10k Invitational Helen Bekele |
| Km                                               | Split                                            | Gesamtzeit                                       |                                                  |
| ------------------------------------------------ | ------------------------------------------------ | ------------------------------------------------ | ------------------------------------------------ |
| 1                                                | 3:02                                             | 3:02 min                                         |                                                  |
| 2                                                | 3:05                                             | 6:07 min                                         |                                                  |
| 3                                                | 3:02                                             | 9:09 min                                         |                                                  |
| 4                                                | 3:03                                             | 12:12 min                                        |                                                  |
| 5                                                | 3:07                                             | 15:19 min                                        |                                                  |
| 6                                                | 3:11                                             | 18:30 min                                        |                                                  |
| 7                                                | 3:07                                             | 21:37 min                                        |                                                  |
| 8                                                | 3:09                                             | 24:46 min                                        |                                                  |
| 9                                                | 3:09                                             | 27:54 min                                        |                                                  |
| 10                                               | 3:05                                             | 30:59 min                                        |                                                  |

| Platz | Athlet              | Verein (Land)              | Zeit (min) |
| ----- | ------------------- | -------------------------- | ---------- |
| 1     | Helen Bekele        | Äthiopien                  | 30:59 PB   |
| 2     | Katharina Steinruck | LG Eintracht Frankfurt     | 32:16 PB   |
| 3     | Miriam Dattke       | LG Telis Finanz Regensburg | 32:20 PB   |
| 4     | Nina Lauweart       | Belgien                    | 32:59 PB   |
| 5     | Anne Haug           | LAZ Saar 05                | 33:06 PB   |
| 6     | Laura Hottenrott    | TV Wattenscheid 01         | 33:08 PB   |
| 7     | Anja Scherl         | LG Telis Finanz Regensburg | 33:12      |
| 8     | Rabea Schöneborn    | LG Nord Berlin             | 33:14 PB   |

#### Mannschaftswertung
| Platz | Verein                     | Besetzung                                          | Zeit (h)   |
| ----- | -------------------------- | -------------------------------------------------- | ---------- |
| 1     | LG Telis Finanz Regensburg | Simon Boch, Florian Orth, Kevin Key                | 1:27:17 NR |
| 2     | LAV Stadtwerke Tübingen    | Robert Baumann, Lorenz Baum, Peter Obenauer        | 1:32:09    |
| 3     | Osnabrücker TB             | Jan Knutzen, Dustin Karsch, Nicolai Riechers       | 1:32:36    |
| 4     | LG Braunschweig            | David Brecht, Tim Schwippel, Joseph Katib          | 1:32:38    |
| 5     | LAC Olympia 88 Berlin 1    | Christian Krannich, Felix Ledwig, Philipp Hoffmann | 1:34:32    |
| 6     | LAC Olympia 88 Berlin 2    | Tobias Singer, Felix Hüttig, Rico Berger           | 1:40:37    |

| Platz | Verein                     | Besetzung                                           | Zeit (h)   |
| ----- | -------------------------- | --------------------------------------------------- | ---------- |
| 1     | LG Telis Finanz Regensburg | Miriam Dattke, Anja Scherl, Domenika Mayer          | 1:39:12 NR |
| 2     | LAC Olympia 88 Berlin      | Carla Morgenroth, Vivien Kroll, Mareike Dottschadis | 1:51:42    |